# FIFA 16
FIFA 16 ist ein Fußballsimulationsspiel von EA Sports, das im September 2015 erschien. Es ist die 23. Auflage der FIFA-Reihe von EA Sports und die erste Version der Reihe, die weibliche Spieler integriert hat. Das Spiel wurde innerhalb eines Monats mehr als eine halbe Million Mal verkauft.

## Neuerungen
Die Hauptneuheit in FIFA 16 ist der Frauenfußballmodus. In diesem kann man zwischen zwölf Frauenfußballnationalmannschaften wählen. Allerdings kann man in FIFA 16 mit einer Herren- nicht gegen eine Frauenmannschaft spielen.
Außerdem wurde die Deutsche Bundesliga komplett lizenziert, sodass nun die komplette Präsentation eines Bundesligaspiels in diesem Stil gehalten ist. Dies gilt allerdings nur für die Versionen für PlayStation 4, Xbox One, und PC.
Im Spiel gibt es 78 Stadien, von denen 50 existierende und 28 fiktive Stadien sind. Der Fratton Park des FC Portsmouth, der in der vierten englischen Liga spielt, wurde zum Gedenken an den 2015 an Krebs verstorbenen Creative Director von EA Sports Simon Humber, der Portsmouth-Fan war, ins Spiel integriert.
| Stadion                           | Verein(e)                | Liga                            |
| --------------------------------- | ------------------------ | ------------------------------- |
| Borussia-Park                     | Borussia Mönchengladbach | Bundesliga                      |
| Carrow Road                       | Norwich City             | Premier League                  |
| CenturyLink Field                 | Seattle Sounders FC      | Major League Soccer             |
| El Monumental                     | River Plate              | Primera División                |
| Fratton Park                      | FC Portsmouth            | League Two                      |
| King Abdullah Sports City Stadium | Al-Ittihad Al-Ahli       | Saudi Abdul Latif Jameel League |
| Stade Vélodrome                   | Olympique Marseille      | Ligue 1                         |
| Vicarage Road                     | FC Watford               | Premier League                  |
| Vitality Stadium                  | AFC Bournemouth          | Premier League                  |

Im Karrieremodus gibt es zudem grundlegende Veränderungen. So kann man nun z. B. anstatt einiger Testspiele vor einer Saison an einem Freundschaftsturnier teilnehmen, bei dem man sein Transferbudget aufstocken kann. In diesen Spielen kann man außerdem bis zu sieben Spielerwechsel durchführen. Zudem gibt es nun auch Zweijahresleihen. Des Weiteren kann man jede Woche bis zu fünf Spieler trainieren, ohne dass diese an einem Spiel teilnehmen. Die Spieler können sich dadurch in unterschiedlichen Bereichen zusätzlich zum normalen Wachstum verbessern. Auch dies ist eine Neuerung gegenüber dem Vorgänger.

## Ligen
Folgende Ligen sind im Spiel enthalten:
| Land               | Liga                                     |
| ------------------ | ---------------------------------------- |
| Argentinien        | Primera División                         |
| Australien         | Hyundai A-League                         |
| Belgien            | Pro League                               |
| Chile              | Primera División                         |
| Dänemark           | Superligaen                              |
| Deutschland        | Bundesliga                               |
| Deutschland        | 2. Bundesliga                            |
| England            | Premier League                           |
| England            | Football League Championship             |
| England            | Football League One                      |
| England            | Football League Two                      |
| Frankreich         | Ligue 1                                  |
| Frankreich         | Ligue 2                                  |
| Italien            | Serie A                                  |
| Italien            | Serie B                                  |
| Kolumbien          | Categoría Primera A                      |
| Südkorea           | K League Classic                         |
| Mexiko             | Liga MX                                  |
| Niederlande        | Eredivisie                               |
| Norwegen           | Tippeligaen                              |
| Österreich         | Bundesliga                               |
| Polen              | Ekstraklasa                              |
| Portugal           | Primeira Liga                            |
| Irland             | League of Ireland                        |
| Russland           | Premjer-Liga                             |
| Saudi-Arabien      | Saudi Professional League                |
| Schottland         | Scottish Premiership                     |
| Schweden           | Fotbollsallsvenskan                      |
| Schweiz            | Super League                             |
| Spanien            | Primera División                         |
| Spanien            | Segunda División                         |
| Türkei             | Süper Lig                                |
| Vereinigte Staaten | Major League Soccer                      |
| International      | Nationalmannschaften der Männer & Frauen |

## Erstveröffentlichung
FIFA 16 wurde am 28. Mai 2015 angekündigt. Am selben Tag wurde auch der Trailer, der den Frauenfußballmodus vorstellt, veröffentlicht. Ende September bis Anfang Oktober wurde das Spiel weltweit für Microsoft Windows, PlayStation 3, PlayStation 4, Xbox One, Xbox 360, Android und iOS veröffentlicht. FIFA 16 ist das erste Spiel der FIFA-Reihe, das weder für PlayStation Vita noch für eine Nintendo-Konsole erhältlich ist.

## Soundtrack
Der offizielle Soundtrack wurde am 10. September 2015 auf Spotify veröffentlicht. Er enthält 42 Musikstücke verschiedener Künstler.

## Entwicklung
Zur Entwicklung der Bewegungsabläufe im Frauenfußball dienten die Bewegungen von Alex Morgan, Sydney Leroux, Megan Rapinoe und Stephanie Catley als Vorlage.

## Rezeption
Andrew Griffin von The Independent war mit den Neuerungen zufrieden, stellte aber die These auf, dass sie nicht revolutionär genug seien, um den Konkurrenztitel PES 2016 herauszufordern.
IGN lobte die Hinzufügung des Frauenfußballs und des FUT-Draft-Modus, verglich das Spiel jedoch negativ mit PES 2016 und stellte fest, dass „sein größter Rivale mit seiner Dynamik mithalten kann und es in Sachen Flüssigkeit und Reaktionsfähigkeit übertrifft, so dass EA Sports noch einiges zu tun hat, wenn FIFA seinen Titel als König des digitalen Sports zurückgewinnen will.“
GameSpot bewertete das Spiel positiver und stellte fest, dass es zwar „stur und schwerfällig sein kann“, sich aber „herrlich neu anfühlt und dass es ein fast vergessenes Vergnügen ist, neue Strategien und Nuancen in einer Spielserie wie dieser zu erlernen“.

## Kommentatoren
Das Spielgeschehen wird in der deutschen Sprachausgabe von Wolff-Christoph Fuss und Frank Buschmann kommentiert. Fuss löst in dieser Funktion Manfred Breuckmann ab, der von FIFA 11 bis FIFA 15 Kommentator war. Vor der Arbeit mit EA Sports kommentierte Fuss beim Konkurrenten Pro Evolution Soccer von Konami.